# Felipe Panigazzi
Felipe Panigazzi ( Buenos Aires, Argentina; 1887 - Ibídem; 1954) fue un primer actor y director teatral argentino.

## Carrera
Primer actor cómico-dramático, se inició en la escena teatral porteña de sus albores. A comienzos de la década del '40 transmitió su talento a la pantalla grande en algunos films encabezados por primeras figuras como Vicente Padula, Santiago Arrieta, Pedro Maratea, Aída Alberti, María Antinea, Lea Conti, Alfredo Jordán, Cirilo Etulain, Alba Mujica, María Esther Podestá, entre otras.
Se inició al igual que otro gran artista como lo fue Ramón Podestá, en el circo criollo para luego pasar a integrar su propia compañía teatral. En la carpa del Circo Fazio, ubicada en barrio Boedo, presentó La montaña de las brujas. Integró a principio del siglo XX, el famoso Circo Rafetto, debutando con el Nicasio de Justicia de antaño, de Coronado. 
Fue un primer actor de cientos de compañías de revistas y varietés que llevan su nombre, casi siempre en los roles que más le gustaba: Los villanos y traidores. Desde 1916 hasta 1918 formó parte del Teatro de Verano encabezado por los hermanos José Podestá y Antonio Podestá, donde hicieron varias giras por el interior del país. Formó compañía con Carlos de Paoli. En 1923 encabezó su Compañía de Sainetes y Comedias que tuvo entre sus integrantes al autor y director Alberto Vacarezza. Posteriormente se presenta en el Teatro Variedades del barrio de Constitución con la "Compañía Nacional de Zarzuelas, Sainetes y Revistas" de Felipe Panigazzi - Félix Blanco, junto al maestro director y concertador Carlos Pibernat y la primera actriz Milagros de la Vega. También integra la Compañía de Espectáculos Musicales Marcos Caplán - Pepita Muñoz
Luego de su fallecimiento acaecido en 1954, se le dedicó un tango escrita por Nolo López  (Manuel López), con música de Guillermo del Ciancio, titulada Che Felipe.

## Filmografía
- 1940: Explosivo 008.
- 1942: ¡Gaucho!.
- 1942: Puertos de ensueño.[5]

## Teatro
- La piedra del escándalo
- La chacra de San Lorenzo (1917).
- El rosal de las ruinas
- El puñal de los troveros
- Nobleza de arrabal (1919), con música de Francisco Canaro. Estrenada en el Teatro Variedades.
- Mano Brava (1919)
- Noche de Garufa.
- Yo soy Juan Pueblo (1944)